# Estadio Marte R. Gómez
Estadio Marte R. Gómez – wielofunkcyjny meksykański stadion, wykorzystywany głównie do rozgrywania meczów piłkarskich, zlokalizowany w mieście Ciudad Victoria, w stanie Tamaulipas. Może pomieścić 11,000 widzów. Arena została otwarta w 1939 roku i obecnie jest domowym stadionem drugoligowego zespołu Correcaminos UAT.